# 埃尔 (北部省)
埃尔（法語：Erre，法語發音：[ɛʁ]）是法国上法兰西大区北部省的一个市镇，位于该省中部偏东南，属于杜埃区。

## 地理
埃尔（50°21'45"N, 3°18'54"E）面积5.88 平方千米，位于法国上法蘭西大區北部省，该省份为法国最北部的省份及最长的省份，西北濒北海，西接加来海峡省，南至埃纳省和索姆省，东与比利时接壤。
与埃尔接壤的市镇（或旧市镇、城区）包括：旺迪尼-阿马日、阿布斯孔、埃科丹、弗南、奥尔南。

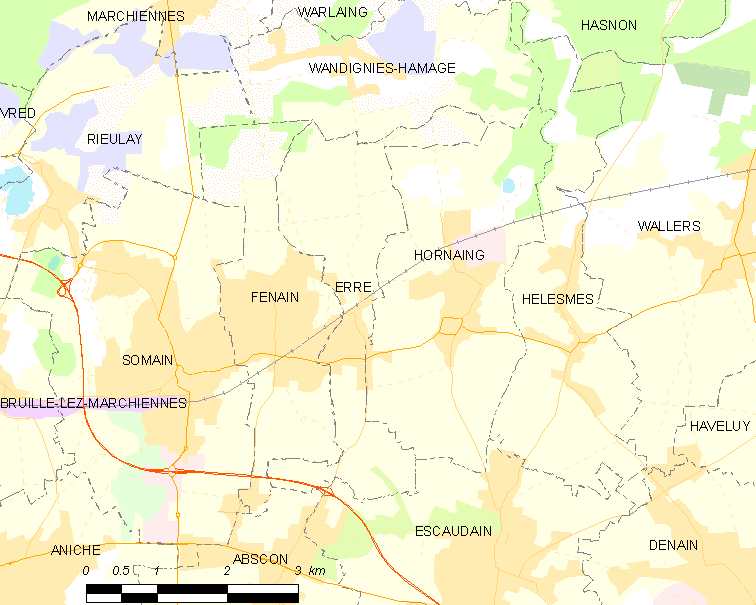
的OSM定位图

埃尔的时区为UTC+01:00、UTC+02:00（夏令时）。

## 行政
埃尔的邮政编码为59171，INSEE市镇编码为59203。

## 政治
埃尔所属的省级选区为桑勒诺布勒县。

## 人口

1962-2008年间人口变化图示

埃尔于2022年1月1日时的人口数量为1576人。